# Un contributo alla storia del cristianesimo primitivo
Un contributo alla storia del cristianesimo primitivo (in tedesco Zur Geschichte des Urchristentums), è un'opera scritta da Friedrich Engels nel 1894 e successivamente pubblicata su Die Neue Zeit tra il 1894 e il 1895. Quest'opera confronta principalmente la somiglianza tra il cristianesimo primitivo e il movimento operaio contemporaneo.

## Contenuto
Engels ritiene che:
(Friedrich Engels, "Un contributo alla storia del cristianesimo primitivo")
Il cristianesimo non può mai essere definito una religione schiava, non ha fatto nulla per gli schiavi. D'altra parte, l'emancipazione degli infelici proclamata dal cristianesimo era inizialmente molto materiale, e la sua realizzazione era sulla terra, non in cielo. Questa situazione aumenta la somiglianza del movimento operaio nei tempi moderni.